# LG Optimus L3
L'LG Optimus L3 (E400 con la sigla data dalla casa produttrice) è uno smartphone di fascia bassa commercializzato in Italia a partire da marzo 2012.
Si tratta del primo modello della gamma L-Style commercializzato in Italia, seguito da Optimus L5, Optimus L7 e Optimus L9, tutti di fascia più alta.
Nel 2013 LG ha messo in vendita la seconda generazione dei modelli L-Style, gli L-Style II, tra cui la nuova versione di questo smartphone, chiamata LG Optimus L3 II.

## Caratteristiche tecniche
L'LG Optimus L3 è dotato di una CPU single core MSM7225 A con frequenza di clock di 800 MHz abbinata a 384 MB di RAM, di un display TFT da 3,2" con risoluzione di 320x240 pixel, di una memoria interna da 1 GB (espandibile fino a 32 GB tramite microSD e microSDHC), e di una fotocamera da 3.0 megapixel. La capacità della batteria è di 1540 mAh.
Per quanto riguarda la connettività, l'LG Optimus L3, è dotato di Wi-Fi 802.11 b/g/n e Bluetooth 3.0.

## Sistema operativo
Monta di base il sistema operativo Android alla versione 2.3.6 Gingerbread.
Il 28 agosto 2012 LG ha reso disponibile una nuova versione software per i no brand (Open Market): Aggiornamento software V10k (Open Market) che non ha cambiato versione del sistema operativo, ma ha solo implementato alcune patch di sicurezza di Google.
Essendo un modello di fascia bassa LG non ha distribuito altri aggiornamenti del firmware; esistono comunque su Internet diverse Rom non ufficiali, che aggiornano il sistema operativo e apportano delle migliorie.